# Модињано
Модињано је насеље у Италији у округу Лоди, региону Ломбардија.
Према процени из 2011. у насељу је живело 272 становника. Насеље се налази на надморској висини од 88 м.